# Ковмір Юхим Омелянович
Юхим Омелянович Ковмір (1908— ?) — український науковець, ректор Житомирського педагогічного інституту (1946—1957).

## Біографія

### Походження та навчання
Ю. О. Ковмір народився у 1908 році в с. Дулицьке Шамраєвського повіту Київської губернії (з 2020 року — Сквирський
район Київської області) в бідній селянській родині. Після закінчення механічної професійної школи рік у 1926—1927 роках працював слюсарем на цукровому заводі в селі Шамраївка Київської області. Упродовж 1927—1931 років навчався на історичному факультеті Інституті народної освіти у місті Києві. З 1931 по 1935 роки працював в Уманському інституті соціального виховання (згодом — педагогічний інститут), де він у 1931—1933 роках працював викладачем історії СРСР та директором робітфаку, у 1931—1933 роках був заступником директора, а з лютого по жовтень 1935 — виконував обов'язки директора. Після закриття історичного факультету в 1935 році переведений до Ворошиловградського педагогічного інституту, де він до 1938 року працював заступником декана історичного факультету та викладачем історії СРСР і України.

### Робота уЖитомирському педагогічному інституті
У лютому 1938 року Юхим Ковмір був переведений на роботу до Житомирського педагогічного інституту, де він викладав історію СРСР та історію України, а також працював на посаді декана вечірнього факультету. З жовтня 1939 по червень 1941 року Юхим Омелянович — заступник директора з навчально-наукової роботи і завідувач кафедри історії СРСР Житомирського педагогічного інституту.
В роки німецько-радянської війни Юхим Ковмір був активним учасником партизанського руху і партійного підпілля на Київщині. З кінця червня 1941 року в складі радянської армії, а з осені 1941 року брав участь в організації підпільної роботи в тилу ворога. Був уповноваженим оргбюро ЦК КП(б)У по Київській області, комісаром бойових підпільних груп, а з 1943 року — комісаром з'єднаних партизанських загонів 5-го батальйону Київського партизанського з'єднання імені М. С. Хрущова. За участь у війні він був удостоєний ряду урядових нагород.
У січні 1944 року Український штаб партизанського руху направив Юхима Ковміра у розпорядження Міністерства освіти УРСР. У 1944 році призначається уповноваженим по відбудові вузів Житомирської області, а невдовзі призначається заступником директора Житомирського педінституту. Без відриву від роботи він закінчив аспірантуру при кафедрі історії України і захистив кандидатську дисертацію на тему: «Суспільно-політичний рух в Росії і Кирило-Мефодіївське братство».
З серпня 1946 року по серпень 1957 року Юхим Ковмір працював на посаді директора Житомирського педагогічного інституту й одночасно керував кафедрою історії СРСР та УРСР. Як очільник закладу вищої освіти проводив активну діяльність з відновлення зруйнованої під час війни матеріальної бази, організації ефективного навчально-виховного процесу та кадрової політики. Його діяльність на посаді директора була відзначена урядовими нагородами та відзнаками. З 1946 по 1956 роки — член пленуму Житомирського міському КП України.

### Робота уГлухівському педагогічному інституті
За вказівкою заступника міністра освіти УРСР О. М. Руська в 1957 році управлінням кадрів Міністерства освіти був зобов'язаний перейти на роботу до Глухівського педагогічного інституту. У Глухівському виші з 1957 року обіймав посаду заступника директора (проректора) з навчально-наукової роботи, а з 1961 року — старшого викладача кафедри історії КПРС. 1966 році обраний деканом факультету підготовки вчителів 1-4-х класів. На вересень 1967 року в інституті читав лекції та семінари з історії КПРС та методики викладання історії. Окрім цього працював над монографією «Російсько-українські революційні зв'язки (30-60 рр. XIX ст.)». Також Юхим Ковмір був співавтором навчального посібника з історії УРСР для старших класів середньої школи. 6 вересня 1967 року звільнений у зв'язку із переходом на інше місце роботи у Київській області.

## Нагороди
- Орден Червоного Прапора (1944)
- Орден Трудового Червоного прапора (1948)
- Значок «Відмінник народної освіти УРСР»